# Розщеплення за Едманом
Розщеплення за Едманом (рос. расщепление Эдмана, англ. Edman degradation)  — метод, що використовується для встановлення порядку розташування амінокислот у поліпептиді. Реагентом тут є фенілізоціанат, який поступово одну за одною відщеплює амінокислоти. Здійснюється автоматизовано.